# Kieran Lindars
Kieran Lindars (1996) es un deportista británico que compite en triatlón. Ganó dos medallas en el Campeonato Europeo de Triatlón de Larga Distancia, oro en 2022 y plata en 2023.

## Palmarés internacional
| Campeonato Europeo | Campeonato Europeo    | Campeonato Europeo | Campeonato Europeo |
| Año                | Lugar                 | Medalla            | Prueba             |
| ------------------ | --------------------- | ------------------ | ------------------ |
| 2022               | Almere (Países Bajos) | Medalla de oro     | Individual         |
| 2023               | Almere (Países Bajos) | Medalla de plata   | Individual         |